# Kiebu
Kiebu ist ein Motu der zum Inselstaat Kiribati gehörenden Makin-Inselgruppe im Pazifischen Ozean mit einer Landfläche von 0,98 km².

## Geographie
Kiebu ist eine von zwei bewohnten Inseln der Makin-Inselgruppe. Sie befindet sich auf dem südlichen Abschnitt des Riffs dieser Inselgruppe, erstreckt sich von Norden nach Süden über mehr als zwei Kilometer und weist in ihrem Inneren einen versumpften Lagunenrest auf. In ihrer unmittelbaren Umgebung liegen Tebua Tarawa im Norden und Onne im Süden.
Der gleichnamige Ort liegt im Westen der Insel und erstreckt sich über eine Landfläche von 0,11 km². Im Jahr 2020 hatte Kiebu 384 Einwohner.